# Acipenser mikadoi
Acipenser mikadoi és una espècie de peix pertanyent a la família dels acipensèrids. Pot arribar a fer 150 cm de llargària màxima i té entre 33 i 40 radis tous a l'aleta dorsal i entre 22 i 30 radis tous a l'aleta anal.
És un peix d'aigua dolça, salabrosa i marina; demersal; anàdrom i de clima temperat (56°N-33°N, 125°E-145°E). De l'abril al maig, els adults es nodreixen en hàbitats d'aigua dolça i tornen a la mar durant la tardor. Es troba al Pacífic nord-occidental: la Xina, el Japó, Corea del Nord, Corea del Sud i Rússia. És criat en captivitat al Japó.
La pesca furtiva que pateix durant les seues migracions per fresar suposa un fort impacte en la viabilitat d'aquesta espècie al riu Tumànnaia, la qual cosa podria provocar la seua desaparició en el termini de 10-15 anys. A més, la pesca accidental (hi ha una gran quantitat de pesca d'arrossegament a les zones costaneres), la contaminació de l'aigua i la possible construcció de preses són també una amenaça per a aquest peix.
És inofensiu per als humans.